# Hopae
Los hopae eran tablillas de identificación que llevaban los coreanos durante la dinastía Joseon. En ellas aparecía el nombre del portador, su lugar de nacimiento, clase y residencia.

## Historia
El sistema hopae lo inició el rey Taejong en 1413, al parecer a imitación de una práctica similar de los Yuan en China. Taejong declaró que todos los varones a partir de 16 años debían llevar estos hopae. Parece que[cita requerida] el principal motivo tras la instauración del sistema era controlar la migración interior. Pese a ello, los hopae se abandonaron apenas tres años después, en 1416. Al coincidir con un nuevo censo, se debate si los "hopae" dejaron de ser necesarios o se revirtió la medida por oposición popular. Durante los años siguientes, el sistema fue reinstaurado y derogado en otras ocasiones.
El rey Sejo revivió el sistema en 1458, de nuevo con el objetivo de controlar el movimiento de personas en su reino, pero también para controlar la rebelión liderada por Yi Jing-ok en Hamgil. Esta rebelión tuvo un gran apoyo entre campesinos escapados de sus hogares, por lo que la ley se mantuvo más de doce años en vigor.
El sistema fue restaurado por Gwanghae a principios del siglo XVII.
Un juego coreano similar al dominó toma su nombre del hopae.